# Johan Degerman
Johannes (Johan) Degerman, troligen född 16 september 1752 i Piteå stadsförsamling, död 3 februari 1807, var en svensk industriman och rådman i Piteå stad.

## Biografi
Degerman föddes troligen 1752 i Piteå stad. Fadern var Samuel Degerman (f. 1705 på Degerbyn 4), som flyttat till Piteå stad från Degerbyn för att bli borgare och Sigrid Hansdotter från Falmark. Fadern var även med och grundade Brännfors såg 1760.
Den 15 oktober 1776 gifte han sig med Brigitta (Brita) Christina Swedman i Stockholm. Året därpå föddes barnet Elsa Brita.
Degerman avled 55 år gammal i Piteå.

## Karriär
År 1795 anlade Degerman en vattensåg vid Jävreån som fick namnet Degerfors såg efter honom. Året därpå var han med och grundade Holmfors såg och Ytterstfors såg. Degerman grundade även bruket i Jävre, Degerfors järnbruk, 1797.
Under 1800-talet köpte Degerman en del av sågen i Lejonström och 1806 fick han privilegier för att uppföra järnbruket Bondhammars järnverk. Där var dock troligen Anders Markstedt mest aktiv.
Vid sin död 1807 ägde han 3/4 av Lejonströms såg, 1/15 i Holmfors såg och 1/6 i Ytterstfors såg. Han hade dessutom intressen i Degerbyns såg, Finnfors såg, Borgfors såg, Storforsa såg, Brattfors såg,  Arnemarks såg, Hvarfträsk järnbruk och i Nasafjälls silververk.